# Wiesław Wypych
Wiesław Wypych (ur. 1949) – polski koszykarz, występujący na pozycji obrońcy, medalista mistrzostw Polski.

## Osiągnięcia

### Zawodnicze
Klubowe
- Brązowy medalista mistrzostw Polski (1976)
- Zdobywca pucharu Polski (1969, 1975)
- Finalista pucharu Polski (1976, 1980)
- Awans do najwyższej klasy rozgrywkowej z Polonią Warszawa (1979, 1982)

Reprezentacja
- Mistrzostwo turnieju Alberta Schweitzera U–18 (1967 – Mannheim)